# Coenagrion lehmannii
Coenagrion lehmannii är en trollsländeart som först beskrevs av Friedrich Anton Kolenati 1856.  Coenagrion lehmannii ingår i släktet blå flicksländor, och familjen sommarflicksländor. Inga underarter finns listade i Catalogue of Life.